# عمليات اجتماعية من نظير إلى نظير

العمليات الاجتماعية من نظير إلى نظير هي تفاعلات مع ديناميكية نظير إلى نظير. يمكن أن يكون هؤلاء الأقران بشرًا أو أجهزة كمبيوتر. نظير إلى نظير (P2P) هو مصطلح نشأ من المفهوم الشائع لهندسة تطبيقات الكمبيوتر الموزعة P2P والتي تقسم المهام أو أعباء العمل بين الأقران. تم نشر بنية التطبيق هذه من خلال أنظمة مشاركة الملفات مثل Napster، وهو الأول من نوعه في أواخر التسعينيات.
لقد ألهم هذا المفهوم هياكل وفلسفات جديدة في العديد من مجالات التفاعل البشري. توفر الديناميكية البشرية P2P نظرة نقدية على الهياكل الاجتماعية الاستبدادية والمركزية الحالية. يعد برنامج نظير إلى نظير أيضًا برنامجًا سياسيًا واجتماعيًا لأولئك الذين يعتقدون أنه في كثير من الحالات، تكون أوضاع نظير إلى نظير خيارًا مفضلاً.

## تعريف
P2P هو شكل محدد من الديناميكية العلائقية، يعتمد على تكافؤ القدرات المفترضة للمشاركين فيها، ويتم تنظيمه من خلال التعاون الحر بين متساوين في ضوء أداء مهمة مشتركة، من أجل خلق الصالح العام، مع أشكال القرار صنع والاستقلالية التي يتم توزيعها على نطاق واسع في جميع أنحاء الشبكة.
هناك عدة جوانب أساسية لعمليات P2P الاجتماعية:
- إنتاج الأقران – الإنتاج التعاوني لقيمة الاستخدام مفتوح للمشاركة والاستخدام لأكبر عدد ممكن (كما حدده يوشاي بنكلر، في مقالته بطريق كواس)؛[3]
- حوكمة الأقران - يخضع الإنتاج أو المشروع لمجتمع المنتجين أنفسهم، وليس لتخصيص السوق أو التسلسل الهرمي للشركات؛
- الملكية النظيرة - القيمة الاستعمالية للملكية يمكن الوصول إليها بحرية على أساس عالمي؛ يتم توزيع خدمات ومنتجات النظراء من خلال أنماط جديدة للملكية، وهي ليست حصرية، على الرغم من أنها تعترف بالتأليف الفردي (أي رخصة جنو العامة أو تراخيص المشاع الإبداعي ).

لا ينتج إنتاج الأقران سلعًا مقابل قيمة تبادلية ولا يستخدم آلية السعر أو التسلسل الهرمي للشركات لتحديد تخصيص الموارد. ولذلك، يجب تمييزه عن كل من السوق الرأسمالية (على الرغم من إمكانية ربطه ودمجه في السوق الأوسع) وعن الإنتاج من خلال تخطيط الدولة والشركات؛ كأسلوب للحكم فهو يختلف عن التسلسل الهرمي الخطي التقليدي؛ وكشكل من أشكال الملكية، فهي تختلف عن الملكية الخاصة التقليدية والملكية العامة الجماعية القائمة على الدولة؛ بل هي بالأحرى ملكية مشتركة لمنتجيها ومستخدميها وللبشرية جمعاء. وعلى عكس الملكية الخاصة، فإن ملكية الأقران شاملة وليست حصرية - فطبيعتها هي تقاسم الملكية على أوسع نطاق، وليس على نطاق ضيق قدر الإمكان.

## صفات
عمليات P2P ليست غير منظمة ولكنها تتميز بهياكل ديناميكية ومتغيرة تتكيف مع تغيرات الطور. ولا تستمد قواعدها من سلطة خارجية، كما هو الحال في الأنظمة الهرمية، بل يتم إنشاؤها من الداخل. إنه لا ينكر "السلطة"، بل ينكر فقط التسلسل الهرمي القسري الثابت، وبالتالي يقبل السلطة بناءً على الخبرة، وبدء المشروع، وما إلى ذلك قد يكون P2P أول نظام جدارة يزيل P2P معظم العوائق التي تحول دون الدخول، إن لم يكن كلها. يتم الاحتفاظ بعتبة المشاركة عند أدنى مستوى ممكن. ويعني التكافؤ أنه لا توجد تصفية رسمية مسبقة للمشاركة، بل إن الممارسة المباشرة للتعاون هي التي تحدد الخبرة ومستوى المشاركة. لا يتم الاتصال من أعلى إلى أسفل ويستند إلى قواعد إبلاغ محددة بدقة، ولكن ردود الفعل نظامية ومتكاملة في بروتوكول النظام التعاوني. تقنيات "الاستحواذ على المشاركة" والمحاسبة الاجتماعية الأخرى تجعل التعاون التلقائي هو المخطط الافتراضي للمشروع. تصبح الهوية الشخصية ناتجة جزئيًا عن المساهمة في المشروع المشترك. تمت دراسة خصائص P2P بواسطة Howard Rheingold et al. مشروع التعاون.
P2Pعبارة عن شبكة، وليست تسلسلًا هرميًا خطيًا أو "هرميًا" (على الرغم من أنها قد تحتوي على عناصر منها)؛ إنها "لامركزية"؛ فالذكاء لا يقع في أي مركز، بل في كل مكان داخل النظام. تعني القوة المفترضة أن أنظمة P2P تبدأ من فرضية "أنها لا تعرف مكان وجود المورد المطلوب"، وتفترض أن "الجميع" يمكنه التعاون، ولا تستخدم القواعد الرسمية مسبقًا لتحديد أعضائها المشاركين. يُتوقع من المشاركين أن يختاروا بأنفسهم الوحدة التي تتوافق بشكل أفضل مع خبراتهم. ويتم التحقق من التكافؤ، أي القدرة على التعاون، في عملية التعاون نفسها. يتم تحديد التحقق من المعرفة وقبول العمليات من قبل الفريق من خلال استخدام القواعد الرقمية المضمنة في البروتوكول الأساسي للمشروع. فالتعاون يجب أن يكون حراً، وليس قسرياً، وغير مبني على الحياد (أي شراء التعاون في النظام النقدي). إنه موجود لإنتاج شيء ما. أنها تتيح المشاركة على أوسع نطاق ممكن. هذه هي عدد من الخصائص التي يمكننا استخدامها لوصف أنظمة P2P "بشكل عام"، وبشكل خاص عند ظهورها في عالم الحياة البشرية. في حين أن المشاركين في الأنظمة الهرمية يخضعون للشمولية التي تتمتع بها القلة المختارة التي تسيطر على الغالبية العظمى، في أنظمة P2P، يتمتع المشاركون بإمكانية الوصول إلى الشمولية، وهي قدرة أي مشارك على رؤية الكل.

## بنية تحتية
الشرط الأول لتسهيل ظهور عمليات الند للند هو وجود البنية التحتية التكنولوجية التي تمكن الوصول الموزع إلى رأس المال الثابت. إن أجهزة الكمبيوتر الفردية التي تمكن آلة عالمية قادرة على تنفيذ أي مهمة منطقية هي شكل من أشكال رأس المال الثابت الموزع، المتاح بتكلفة منخفضة للعديد من المنتجين. تم تصميم الإنترنت، كشبكة من نقطة إلى نقطة، خصيصًا للمشاركة من قبل الأطراف (مستخدمي الكمبيوتر) دون استخدام المحاور الإلزامية. على الرغم من أنها ليست في أيدي المشاركين فيها بشكل كامل، إلا أنه يتم التحكم فيها من خلال الإدارة الموزعة، وخارج الهيمنة الكاملة لجهات فاعلة خاصة أو حكومية. إن العناصر الهرمية للإنترنت، مثل مجموعة بروتوكولات الإنترنت المكدسة ونظام اسم المجال، لا تمنع المشاركة. تعد أجهزة الاتصال الفيروسية، أو الشبكات الشبكية، امتدادًا منطقيًا للإنترنت. باستخدام هذه المنهجية، تقوم الأجهزة بإنشاء شبكاتها الخاصة من خلال استخدام السعة الزائدة، متجاوزة الحاجة إلى البنية التحتية الموجودة مسبقًا. تعتبر شبكات المجتمع اللاسلكية، والدعوة إلى الطيف المفتوح، والتلفزيون الذي يخدم الملفات، والبنى التحتية البديلة للاتصالات القائمة على الشبكات الشبكية أمثلة على هذا الاتجاه.
والشرط الثاني هو أنظمة المعلومات والاتصالات البديلة التي تسمح بالاتصال المستقل بين الوكلاء المتعاونين. تسمح شبكة الويب (خاصة الويب القابلة للكتابة والويب 2.0 التي هي في طور الإنشاء) بالإنتاج المستقل العالمي ونشر و"استهلاك" المواد المكتوبة بينما تخلق تطورات البث عبر الإنترنت والبث عبر الإنترنت المرتبطة بها "معلومات بديلة و" البنية التحتية للاتصالات للإنتاج الصوتي والمسموع والمرئي. إن وجود مثل هذه البنية التحتية يمكن من إنتاج محتوى مستقل يمكن توزيعه دون وساطة وسائل النشر والبث الكلاسيكية (على الرغم من احتمال ظهور أشكال جديدة من الوساطة).
أما المطلب الثالث فهو وجود بنية تحتية"برمجية " للتعاون العالمي المستقل. يعمل عدد متزايد من الأدوات التعاونية، مثل المدونات والمواقع الإلكترونية، المضمنة في برامج الشبكات الاجتماعية على تسهيل إنشاء الثقة ورأس المال الاجتماعي، مما يجعل من الممكن إنشاء مجموعات عالمية يمكنها خلق قيمة استخدام دون وسيط التصنيع أو التوزيع عن طريق المؤسسات الربحية.
الشرط الرابع هو البنية التحتية القانونية التي تمكن من خلق قيمة الاستخدام وتحميها من التملك الخاص. إن الترخيص العام (الذي يحظر الاستيلاء على كود البرنامج)، ومبادرة المصدر المفتوح ذات الصلة، وإصدارات معينة من ترخيص المشاع الإبداعي تفي بهذا الدور. أنها تمكن من حماية قيمة الاستخدام المشترك واستخدام الخصائص الفيروسية للانتشار. لا يمكن استخدام GPL والمواد ذات الصلة إلا في المشاريع التي بدورها تضع كود المصدر المعدل الخاص بها في النطاق العام.
المطلب الخامس ثقافي. إن انتشار الفكر الجماعي (أي توزيع الذكاء البشري) والتغيرات المرتبطة به في طرق الشعور والوجود (علم الوجود)، وطرق المعرفة (نظرية المعرفة) ومجموعات القيمة (علم القيم) كان لها دور فعال في خلق نوع الفردية التعاونية المطلوبة. للحفاظ على الروح التي يمكن أن تمكن مشاريع P2P.

## في الاقتصاد
الرأسمالية
هناك جانبان مهمان لظهور P2P في المجال الاقتصادي. فمن ناحية، كشكل لعمليات إنتاج الأقران، فإنه يظهر باعتباره "نمطًا ثالثًا للإنتاج" يعتمد على تعاون الوكلاء المستقلين. في الواقع، إذا كان نمط الإنتاج الأول هو الرأسمالية القائمة على عدم التدخل، وكان النمط الثاني هو نموذج الاقتصاد المخطط مركزيًا، فإن النمط الثالث لا يتم تعريفه بمحرك الربح ولا بالتخطيط المركزي: تخصيص الموارد. واتخاذ القرارات، فهو لا يستخدم آليات السوق والتسعير، أو الأوامر الإدارية، بل يستخدم العلاقات الاجتماعية. يعد إنتاج الأقران جزءًا مهمًا من الاقتصاد السائد، حتى لو لم يتم الإعلان عنه كثيرًا على هذا النحو في الأدبيات الاقتصادية السائدة.
على الرغم من الاختلافات الكبيرة، فإن P2P والسوق الرأسمالية مترابطان بشكل كبير. يعتمد P2P على السوق ويعتمد السوق على P2P. ينتج إنتاج الأقران قيمة استخدامية من خلال إنتاج غير مادي في الغالب، دون توفير دخل مباشر لمنتجيه. لا يمكن للمشاركين أن يعيشوا من إنتاج الأقران، على الرغم من أنهم يستمدون المعنى والقيمة منه.
يعتمد السوق والرأسمالية أيضًا على P2P. لقد أصبحت الرأسمالية نظامًا يعتمد على الشبكات الموزعة، وخاصة على البنية التحتية P2P في مجال الحوسبة والاتصالات. تعتمد الإنتاجية بشكل كبير على العمل الجماعي التعاوني، والذي يتم تنظيمه في أغلب الأحيان بطرق مشتقة من إدارة إنتاج الأقران. إن الدعم الذي تقدمه شركات تكنولوجيا المعلومات الكبرى لتطوير المصادر المفتوحة هو شهادة على الاستخدام المستمد حتى من أنظمة الملكية المشتركة الجديدة. يبدو أن نموذج العمل العام هو أن الشركات تستخدم البنية التحتية لتقنية P2P، وتخلق قيمة فائضة من خلال الخدمات، والتي يمكن تعبئتها للحصول على قيمة تبادلية. تستخدم المؤسسات الربحية في الغالب تطبيقات جزئية لـ P2P. قامت أمازون ببناء نفسها حول مراجعات المستخدمين، يعيش موقع eBay على منصة للمزادات الموزعة في جميع أنحاء العالم، ويتم إنشاء Google من خلال المحتوى الذي ينشئه المستخدمون. لم يعد خلق القيمة اليوم مقتصرًا على المؤسسة، بل أصبح مدينًا بالفضل للعقلية الجماعية للعاملين في مجال المعرفة، الذين يبتكرون باستمرار، من خلال التعلم/الخبرة مدى الحياة والاتصال النظامي، داخل المؤسسة وخارجها. ومع ذلك، في الآونة الأخيرة، في العقد الماضي، أصبحت التبادلات بين الأقران أكثر انتشارًا في ما يسمى "الاقتصاد التشاركي"، والذي يُطلق عليه أيضًا "اقتصاد الوصول" أو "اقتصاد التبادل بين الأقران". على سبيل المثال، تعتمد جميع الشركات مثل Uber وLyft وAirbnb على التبادلات المادية بين نظير إلى نظير. ويتوقع بعض المحللين أن يصل هذا الاقتصاد التشاركي إلى 335 مليار دولار بحلول عام 2025.
تساهم أنظمة الند للند في أشكال أكثر تحديدًا من الرأسمالية الموزعة. إن الاستخدام المكثف للبرمجيات مفتوحة المصدر في الأعمال التجارية، والمدعوم بحماس من قبل رأس المال الاستثماري وشركات تكنولوجيا المعلومات الكبيرة مثل آي بي إم، يؤدي إلى إنشاء منصة برمجيات موزعة من شأنها أن تقلل بشكل كبير من الإيجارات الاحتكارية التي تتمتع بها شركات مثل ميكروسوفت وأوراكل، في حين أن سكايب و فويب سوف تعملان على تقويض الريع الاحتكاري الذي تتمتع به شركات مثل ميكروسوفت وأوراكل. إعادة توزيع البنية التحتية للاتصالات بشكل جذري. ويشير أيضًا إلى نموذج أعمال جديد "يتجاوز" المنتجات، ويركز بدلاً من ذلك على الخدمات المرتبطة بنموذج برمجيات FS/OS المجاني اسميًا. تعمل الصناعات على تحويل نفسها تدريجيًا لدمج الابتكارات التي ينشئها المستخدمون، وقد تحدث وساطة جديدة حول الوسائط التي ينشئها المستخدمون. ويختار العديد من العاملين في مجال المعرفة مسارات غير مؤسسية فيتحولون إلى رواد أعمال صغار، معتمدين على بنية تحتية تشاركية متطورة على نحو متزايد، وهو نوع من المشاعات الرقمية للشركات.
إقتصاد السوق
تختلف أنظمة P2P الاجتماعية عن اقتصاد السوق: لا يلزم تسعير السوق أو الأمر الإداري لعمليات P2P لاتخاذ القرارات المتعلقة بتخصيص الموارد. هناك اختلافات أخرى:
- اقتصاد السوق يشبه ذكاء السرب الشبيه بالحشرات. هناك وكلاء مستقلون في بيئة موزعة، لكن كل فرد يرى فقط مصلحته المباشرة.[6]
- تقوم الأسواق على التعاون "المحايد"، وليس على التعاون التآزري: ولا يتم إنشاء المعاملة بالمثل.[6]
- تعمل الأسواق على إنتاج وتبادل القيمة لتوليد الربح، وليس الإنتاج من أجل الاستخدام.
- وفي حين تهدف تقنية P2P إلى المشاركة الكاملة، فإن الأسواق تلبي فقط احتياجات أولئك الذين يتمتعون بالقدرة الشرائية.

لا تعمل الأسواق بشكل جيد لتلبية الاحتياجات المشتركة التي لا تنطوي على الدفع المباشر (الدفاع الوطني، والشرطة العامة، والتعليم، والصحة العامة). بالإضافة إلى ذلك، فإنها تفشل في مراعاة العوامل الخارجية السلبية (البيئة، التكاليف الاجتماعية، الأجيال القادمة).
النظام الاقتصادي P2Pفي كتابه "الاقتصاد السياسي لإنتاج الأقران"، يعتبر باوينز ظاهرة P2P بمثابة بديل ناشئ للمجتمع الرأسمالي. قد يُنظر إلى اقتصاد P2P على أنه ممتد أو موجود بالفعل خارج نطاق إنتاج البرمجيات الحرة/مفتوحة المصدر وغيرها من السلع غير المادية غير المنافسة. يتيح إنتاج الأقران بشكل فعال التعاون الحر بين المنتجين، الذين لديهم إمكانية الوصول إلى وسائل الإنتاج الخاصة بهم، وتحل قيمة الاستخدام الناتجة عن المشاريع محل البدائل الساعية إلى الربح.
تاريخياً، على الرغم من أن قوى الإنتاجية الأعلى قد تكون جزءا لا يتجزأ من النظام الإنتاجي القديم بشكل مؤقت، إلا أنها تؤدي في نهاية المطاف إلى اضطرابات عميقة وإعادة تشكيل الاقتصاد السياسي. إن ظهور الأنماط الرأسمالية داخل النظام الإقطاعي هو مثال واضح على ذلك. ويكتسب هذا أهمية خاصة لأن القطاعات الرائدة في الاقتصاد الساعي إلى الربح تعمل عمداً على إبطاء النمو الإنتاجي (من خلال براءات الاختراع والاحتكارات) وتحاول حظر ممارسات الإنتاج والمشاركة بين الأشخاص.

## في السياسة
الحكم
تتكون حكومات الدول من هيئة متخصصة ومتميزة من الأفراد، الذين يحتكرون عملية صنع القرار السياسي. وتتمثل مهمتها في إنفاذ القوانين القائمة، وتشريع قوانين جديدة، والتحكيم في النزاعات من خلال احتكارها للعنف. يمكن أن تكون التشريعات مفتوحة لعامة المواطنين من خلال الحوكمة مفتوحة المصدر ، مما يسمح لتطوير السياسات بالاستفادة من الحكمة المجمعة للشعب ككل.
صرح ميشيل بوينز أن المجتمع ليس مجموعة نظير لها إجماع مسبق، بل هو هيكل لامركزي من المجموعات المتنافسة والديمقراطية التمثيلية لا يمكن استبدالها بالكامل بحوكمة الأقران.
من المحتمل أن تتبنى مشاريع الأقران التي تتطور إلى ما هو أبعد من نطاق معين وتبدأ في مواجهة مشكلات القرارات المتعلقة بالموارد النادرة، بعض الآليات التمثيلية. يمكن، بل سيتم، استبدال عملية صنع القرار التمثيلية والبيروقراطية في بعض الأماكن بشبكات الحوكمة العالمية التي قد تكون ذاتية الإدارة إلى حد كبير، ولكن على أي حال، سوف تتضمن، بل وينبغي لها، أن تتضمن المزيد والمزيد من نماذج أصحاب المصلحة المتعددين ( أي الديمقراطية الإلكترونية التعاونية).)، والتي تسعى جاهدة لتشمل جميع الفئات التي يمكن أن تتأثر. ويختلف نموذج الشراكة القائم على المجموعة هذا، ولكنه يرتبط في الروح بحوكمة الأقران القائمة على الأفراد، لأنهم يشتركون في روح المشاركة.
الحركات مفتوحة المصدر
تتخذ العديد من الحركات الجديدة أشكالًا تنظيمية P2P، مثل حركة العولمة البديلة وحركة "احتلال" (أي احتلوا وول ستريت). ترى الحركات نفسها كشبكة من الشبكات التي تجمع بين لاعبين من مجموعة واسعة من المجالات والآراء، والذين، على الرغم من حقيقة أنهم لا يتفقون في كل شيء، يتمكنون من الاتحاد حول منصة مشتركة للعمل حول مفتاح معين. الأحداث.
إنهم قادرون على تعبئة أعداد كبيرة من الناس من كل قارة ، دون أن يكون تحت تصرفهم أي من وسائل الإعلام التقليدية، مثل التلفزيون أو الراديو أو الصحف. وبدلاً من ذلك، فهي تعتمد بشكل حصري تقريبًا على تقنيات P2P الموضحة أعلاه. وهكذا، يتم استخدام وسائط الإنترنت للتواصل والتعلم بشكل مستمر، قبل التعبئة، وكذلك أثناء التعبئة.
يتم استخدام منصات وسائط الإنترنت المستقلة مثل Indymedia، بالإضافة إلى الاستخدام الماهر للهواتف المحمولة، لإدارة الاستجابة في الوقت الفعلي، والتي تقوم بها مجموعات صغيرة تستخدم تقنيات قائمة الأصدقاء، وأحيانًا برامج مفتوحة المصدر تم تصميمها بشكل صريح لـ النشاط السياسي مثل TextMob.ظهرت العديد من التقارير، بما في ذلك تلك الموصوفة في كتاب هوارد راينجولد Smart Mobs، حول الأهمية السياسية للرسائل النصية القصيرة في تنظيم الاحتجاجات الناجحة و"الثورات الديمقراطية". يسمح نموذج الشبكة بتنظيم أكثر مرونة لا يضع أي مجموعة في موقف عدائي دائم. يتم إنشاء تحالفات مؤقتة مختلفة على أساس مخصص اعتمادًا على القضايا.
المساهمين البارزين
فيما يلي قائمة بالأفراد الذين قدموا مساهمات في نموذج الند للند.

#### الأعمال والاقتصاد
- إريك فون هيبل، مؤلف كتاب "إضفاء الطابع الديمقراطي على الابتكار"، يتحدث عن مجتمعات ابتكار المستخدمين
- بيكا هيمانين، لفحصه ثقافة العمل الجديدة في "أخلاقيات الهاكر"
- بيتر دراكر مؤلف مفهوم المؤسسة لمصطلح "اللامركزية الفيدرالية"
- ميشيل بوينز، المؤسس المشارك والناشط الرئيسي لمؤسسة P2P.
- إلينور أوستروم، لعملها في Common Pool Resources (CPR).
- راشيل بوتسمان لمشاركتها في كتابة "ما هو لي هو لك: صعود الاستهلاك التعاوني" انظر الاستهلاك التعاوني

#### ثقافة
- لورانس ليسيج، هو من أنشأ تراخيص المشاع الإبداعي وهو مدافع عن الثقافة الحرة ضد تعديات القيود المفرطة على الملكية الفكرية
- جيمي ويلز، مؤسس ويكيبيديا
- دان غيلمور لدفاعه عن الصحافة القائمة على المواطن
- مارك بيسي، لحملته حول قضية البنية التحتية البديلة للمعلومات والاتصالات
- هوارد راينجولد، لكتبه عن النشاط الاجتماعي الناشئ في عالم الإنترنت، مثل المجتمعات الافتراضية والمجموعات الذكية.

#### الفلسفة والروحانية
- جون هيرون، مؤسس تقنيات البحث التعاوني في مجال الروحانية
- خورخي فيرير، مؤلف مراجعة علم النفس عبر الشخصية، مراجعة موسعة لتطور الروحانية التشاركية
- هنريك سكوليموفسكي مؤلف كتاب العقل التشاركي
- ديفيد سكربينا، مؤلف كتاب تاريخ النظرة التشاركية للعالم
- جيل ديلوز وفيليكس جواتاري، لتوقعهما المبكر للمستقبل "الجذيري"

#### سياسة
- ماكينزي وارك، مؤلفة التحليل الطبقي لعصر المعلومات، وفرضيتها عن الطبقة المتجهية (أصحاب نواقل المعلومات) في كتابها بيان القراصنة [2004]
- توني نيجري ومايكل هاردت، لتحليلهما للجموع في الإمبراطورية والتعددية
- جون هولواي، مؤلف كتاب ثورة بلا قوة
- ديفيد بولير، محامي مجلس العموم
- ألكسندر ر. جالواي، لكشفه عن أهمية البروتوكول كشكل من أشكال السلطة، في كتابه البروتوكول [2003]
- إبن موغلين، مؤسس مركز قانون حرية البرمجيات

#### علوم
يوشاي بنكلر ، دراسة إنتاج الأقران على أساس العموم

#### التقنيات
- فينت سيرف - "أب" الإنترنت
- ريتشارد ستالمان، مؤسس حركة البرمجيات الحرة
- إريك ريموند، مؤسس مبادرة المصدر المفتوح
- إيرين جريف، لتعريفها للدلالات التشغيلية لنموذج الممثل عام 1975[12]
- روبن تشيس للعمل في Buzzcar
- جوليانا روتيتش للعمل في Ushahidi